# Myrcia obumbrans
Myrcia obumbrans là một loài thực vật có hoa trong Họ Đào kim nương. Loài này được (O.Berg) McVaugh mô tả khoa học đầu tiên năm 1956.